# Kief
La ville de Kief est située dans le comté de McHenry, dans l’État du Dakota du Nord, aux États-Unis. Sa population s’élevait à 13 habitants lors du recensement de 2010, estimée à 14 habitants en 2018.

## Histoire
Kief a été fondée en 1906. Elle tient son nom de la ville de Kiev.

## Démographie
| Groupe            | Kief | Dakota du Nord | États-Unis |
| ----------------- | ---- | -------------- | ---------- |
| Blancs            | 100  | 90,0           | 72,4       |
| Autres            | 0    | 10,0           | 27,6       |
| Total             | 100  | 100            | 100        |
|                   |      |                |            |
| Latino-Américains | 0    | 2,0            | 16,7       |

Selon l’American Community Survey, pour la période 2011-2015, 100 % de la population âgée de plus de 5 ans déclare parler l’anglais à la maison.
| 1920 | 1930 | 1940 | 1950 | 1960 | 1970 |
| ---- | ---- | ---- | ---- | ---- | ---- |
| 307  | 139  | 159  | 135  | 97   | 46   |

| 1980 | 1990 | 2000 | 2010 | - | - |
| ---- | ---- | ---- | ---- | - | - |
| 36   | 24   | 13   | 13   | - | - |

## Source
- (en) Cet article est partiellement ou en totalité issu de l’article de Wikipédia en anglais intitulé « Kief, North Dakota » (voir la liste des auteurs).